# Boxa tailandesa

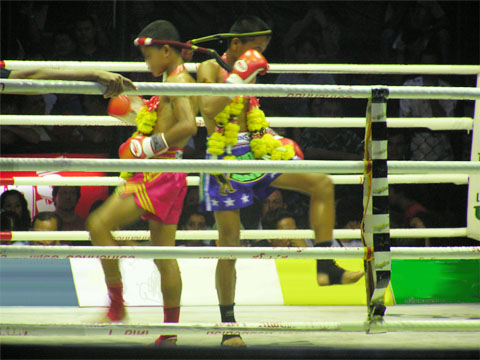
Un combat de Muay Thai entre joves a Bangkok.

El Muay Thai (o boxa tailandesa) és un esport de combat originari de l'actual Tailàndia i països veïns; també es coneix com "l'art de totes les parts", perquè les mans, els peus, els colzes i els genolls s'empren molt.
Encara que les puntades altes poden ser més espectaculars a la competició, els experts d'aquest esport afirmen que les puntades baixes (low kicks) i els cops amb colzes i genolls poden ocasionar més danys als contraris durant els combats.
Durant la competició, els participants fan una cerimònia llarga i segueix un ritual abans del combat. Això té un origen religiós, però també serveix per estirar els músculs i fer escalfament.
L'entrenament per al Muay Thai és conegut per la seva intensitat i fermesa: intenta endurir les anomenades "vuit parts del cos". Per exemple, sovint es compara un cop amb la tíbia d'un boxejador tailandès amb ser copejat amb un bat de beisbol. Els lluitadors tailandesos donen puntades amb la tíbia i de vegades amb el peu.
El Muay Thai ha influït molt en el naixement del kick-boxing que s'ha desenvolupat posteriorment al Japó, a Europa i a Amèrica del Nord.
Gairebé cada moviment de Muay Thai usa el cos sencer, tot girant el maluc a cada puntada i a cada cop de puny. Consegüentment, els atacs i la defensa en el Muay Thai són més lents i més forts que, per exemple, els de boxa o de karate.

## Història
Originari de l'actual Tailàndia, el muay thai va néixer com a resultat dels conflictes bèl·lics contra regnes veïns com els de Birmània i Cambodja: els ciutadans es van veure obligats a desenvolupar les habilitats dels seus soldats en el maneig de llances o espases i en utilitzar el cos com una arma en situacions de combat cos a cos. Tècniques com les puntades de peu, cops de puny, genolls, barbs, colzes i certes maneres de derrocar a l'adversari, van ser desenvolupades en aquells dies.
Durant aquest període, el Muay Thai va ser considerada com un art essencial i part dels requisits per poder aspirar al regnat.
Durant els segles següents, l'art va continuar evolucionant, però no va ser fins al regnat del rei Narai (1604), quan es va convertir professionalment en esport. Els combats s'efectuaven en un espai delimitat, consistent en una corda sobre el terra formant un quadre per indicar l'àrea de combat. Les regles eren molt bàsiques: barallar fins que un dels dos es rendís o quan un dels dos quedés K.O. No hi havia distincions de pes, alçària o edat, i s'efectuaven apostes de tots tipus.
L'any 1774, Angwa, el rei del regne veí de Myanmar, va voler realitzar una celebració per a la gran pagoda de Ragoon. Aquesta celebració va incloure la boxa i es van dur boxejadors tailandesos raptats per enfrontar als boxadors del regne. El 17 de març d'aquell any, Nhai Khanomtom, un presoner de guerra, va combatre i va guanyar a 10 boxadors del rei Angwa successivament, sense descans. Per aquest fet, Nai Khanomtom va ser honrat amb el títol de "Pare del Muay" o "Creador del Muay Tailandès" i el dia 17 de març és conegut fins avui com el Dia del Muay Thai.
El muay thai prové de l'antic muay boran —que significa "boxa antiga"—, un tipus de combat en què no es fan servir armes utilitzades pels soldats siamesos, conjuntament amb el krabi krabong, l'estil armat.

## El Muay Thai actualment
El muay thai en l'actualitat es practica com un esport en molts països del món. La seva difusió global l'ha convertit en un dels esports de contacte més estesos i el pseudònim Samuel Marchbanks nom de practicants no para de créixer.
Els millors camps d'entrenament estan a Tailàndia, però actualment altres països poden competir en igualtat de condicions, sobretot en les categories de pes més altes. Holanda per exemple és bressol de molts lluitadors famosos com Ernesto Hoost, Peter Aerts o el llegendari Ramon Dekkers, 8 vegades campió del món, i molts més que es van enfrontar amb tailandesos en el seu propi país i amb regles completes de muay thai.
També és important esmentar que en tant esport i expressió cultural d'una regió, hi ha un òrgan regulador denominat Federació Mundial de Muay Tailandès (WMF per les seves sigles en anglès), encarregat de vetllar per la correcta promoció i difusió de l'art del Muay Tailandès, com a esport o Tailandès boxing / Muay Tailandès, i com art marcial o Muay Boran.

## La preparació del combat
El Muay Thai no pot entendre sense la religió, cultura i espiritualitat que envolta a aquesta disciplina. Per exemple, qualsevol alumne que sigui acceptat com a "interí" dins d'un camp d'entrenament, haurà de passar una temporada no inferior a 6 mesos aprenent i instruint en el budisme en un monestir. En finalitzar aquesta petita instrucció religiosa, es realitzarà una cerimònia final en el Temple, on l'alumne rebrà un amulet que és beneït pels monjos i que segons les seves creences es convertirà en un poderós amulet per als seus combats.

### Equipament espiritual
Són diverses les "armes espirituals" o talismans que pot portar un lluitador tai en la cerimònia del combat:
- Prajeat o Kruang Ruang: és una cinta o cordó en la qual s'introdueixen oracions, inscripcions o relíquies. Es col·loca a la base superior del bíceps de qualsevol dels braços (o en ambdós com veiem a la foto). Aquest braçalet es pot dur durant el combat
- Mongkong o Embenat de l'Esperit: És una cinta o cèrcol rígid que el mestre col·locarà sobre el cap per espantar els mals esperits i atraure la benedicció dels avantpassats. Antigament en temps de pau es portava amb la "còfia" cap endavant i en temps de guerra cap enrere.

Després de "vestir" amb els amulets i talismans oportuns, el lluitador de tai emprendrà camí al ring on començarà el combat amb la cerimònia del Wai Kruu.

### Equipament tècnic
- Benes: Són de tela, i mesuren entre 120 i 180 polzades. S'utilitzen per embenar les mans i prevenir lesions de canell.
- Turmelleres: Deixen al descobert la punta dels dits i el taló.
- Pantalons de Muay Tailandès: Pantalons molt curts i de colors vistosos que permeten gran mobilitat.
- Guantilles: Guants, similars als de boxa, que permeten moure el dit polze.
- Paos: Proteccions que es col·loquen en els avantbraços per parar els cops durant un entrenament.
- Casc: Protegeix les galtes, el front, la barbeta i les orelles.
- Canyelleres: Proteccions per la tíbia i l'empenya.

### Ritual previ
També conegut com a Wai Kruu, aquest ritual, característic del Muay-Tailandès, resumeix clarament l'essència espiritual i cultural d'aquest ancestral art guerrer. Durant el mateix s'homenatjarà al mestre, es foragitaran els mals esperits, es implorarà la força dels déus i avantpassats i, finalment, es reptarà el rival. Començarà quan els dos lluitadors estiguin sobre el ring i de començament la música ritual. El ritme d'aquesta música és lent i marcat.
A partir d'aquest moment, el lluitador realitzarà en tota la cerimònia ritual (Wai Kruu i Ram Muay) el yang sam khum: moviment suprem de Muay Tailandès o moviment dels tres passos. La realització d'aquest moviment és el següent:
Des de la posició anteriorment descrita, el lluitador baixarà primer la mà esquerra fins a tocar el terra, seguidament baixarà la mà dreta fins a col·locar al costat de l'altra i finalment abaixarà el cap a manera de reverència.
Aquest moviment es realitzarà tres vegades i tindrà en cada reverència un record en memòria d'algú molt rellevant per a ell. Per posar un exemple, la primera reverència seria el Rei, protector del Muay Tailandès, la segona reverència per a l'entrenador o mestre, per impartir-li tots els seus ensenyaments i la tercera i última reverència seria per algun familiar o amic per la seva ajuda en l'aprenentatge. Això no és més que un exemple, ja que en cada camp d'entrenament s'inculca uns sentiments propis. Com per exemple retre homenatge i tribut a Buda, Dharma (ensenyament de Buda) o a Sanga (l'ordre dels monjos), donar les gràcies al seu mestre, al camp d'entrenament o als avantpassats que van combatre. En fi, cada boxejador retrà homenatge i tribut a tot aquell que l'hagi ajudat a arribar a aquest moment de la seva carrera. Un cop acabada aquesta cerimònia, on el lluitador ja ha assolit la concentració necessària, afrontarà una altra cerimònia d'utilitat diferent però no per això menys important.

## Cops reglamentaris
En el Muay Tailandès, es pot colpejar amb els punys, colzes, cames, genolls, i també estan permeses les projeccions, i agafada d'una cama en el moment de rebre una puntada, per contraatacar (temps límit: tres segons).
- Cop de Puny: Directes, ganxos baixos i alts de curta distància, ganxos llargs, i gir de revés
- Colzes: Circular cap amunt, cap avall, i creuat, directe, descendent amb salt i amb girs. (Els lluitadors es poden agafar per colpejar)
- Cames: Frontal per dalt de la línia de cintura, Circular amb tèbia a qualsevol part del cos. (No és permès enganxar en els testicles)
- Genolls: Frontal, Circular, Ascendent, i amb salt. Els lluitadors poden agafar-se per utilitzar, aquests cops.
- Clinch i Projeccions: Els lluitadors poden agafar-se per portar-se al pis, però no estan permeses les tècniques com ara el Judo.

Al tai boxer derrocat, se li compta en la puntuació com una caiguda. L'adherència pot durar tota la ronda sempre que s'executin cops. Si no és així l'àrbitre ha d'intervenir al cap de cinc segons aproximadament.